# Thynnichthys polylepis
Thynnichthys polylepis is een straalvinnige vissensoort uit de familie van de eigenlijke karpers (Cyprinidae). De wetenschappelijke naam van de soort is voor het eerst geldig gepubliceerd in 1860 door Bleeker.